# Марія Ісабель
Марія Ісабель (нар. 4 січня 1995 року, Аямонте, Іспанія) — іспанська співачка. Переможниця дитячого пісенного конкурсу Євробачення 2004.

## Дискографія
- «No me toques las palmas que me conozco» (2004)
- «Número 2» (2005)
- «Capricornio» (2006)
- «Angeles S.A» (2007)
- «Los Lunnis con María Isabel» (2009)
- «Yo Decido» (2015)